# Москаленко, Николай Пантелеевич
Николай Пантелеевич Москаленко (1918—1990) — комбайнер МТС имени Кочубея Выселковского района Краснодарского края, Герой Социалистического Труда (27 июня 1952).

## Биография
Родился 11 декабря 1918 года в станице Выселки на Кубани в бедной крестьянской семье.
Окончил Бузиновскую начальную школу (1930). Работал в хозяйстве родителей, затем в колхозе.
В 1934 году прошёл обучение на курсах помощников комбайнеров при Кочубеевской МТС.
В 1938 году призван в Красную армию, участвовал в советско-финской войне (1939—1940), после её окончания служил в Одесском военном округе. С 1941 по 1945 год снова на фронте, автомеханик, награждён медалями «За оборону Одессы», «За оборону Кавказа», «За оборону Севастополя», орденом Отечественной войны II степени (06.04.1985). Демобилизован в звании лейтенанта.
После возвращения в родные края работал трактористом и комбайнером МТС имени Кочубея Выселковского района.
В 1951 году награждён медалью «За трудовую доблесть».
В 1952 году за 25 рабочих дней намолотил комбайном «Сталинец-6» 8622 центнера зерна, заняв первое место в районе. Сразу был представлен к награде и удостоен звания Героя Социалистического Труда с вручением ордена Ленина и медали «Серп и Молот».
Жил в г. Кореновск Краснодарского края, похоронен там же.